# Бюгланн
Бюгланн (норв. Bygland) — коммуна в губернии Эуст-Агдер в Норвегии. Административный центр коммуны — город Бюгланн. Официальный язык коммуны — нюнорск. Население коммуны на 2007 год составляло 1242 чел. Площадь коммуны Бюгланн — 1312,23 км², код-идентификатор — 0938.

## История населения коммуны
Население коммуны за последние 60 лет.

Статистика коммуны Бюгланн